# Stazione di Colli di Monte Bove
Stazione di Colli di Monte Bove vasútállomás Olaszországban, Carsoli település Colli di Monte Bove frazionéjában.

## Vasútvonalak
Az állomást az alábbi vasútvonalak érintik:
- Róma–Sulmona–Pescara-vasútvonal

## Kapcsolódó állomások
A vasútállomáshoz az alábbi állomások vannak a legközelebb:
- Stazione di Sante Marie
- Stazione di Carsoli